# Okey Dokey
Okey Dokey – Das exklusive Mixalbum – Vol. 1 ist ein Mixalbum des Schweizer Rappers Bligg. Es erschien im Jahr 2005 über das Label Musikvertrieb, kurz Muve, und konnte Platz 23 der Schweizer Album-Charts belegen. Okey Dokey wurde, wie der Musiker es im Intro ausdrückt, „ohne Konzept, ohne Plan, ohne Strategie“ entwickelt und sollte die Wartezeit zwischen den Alben Odyssey und Mit Liib & Seel überbrücken.

## Entstehung
Marco Bliggensdorfer, wie der Rapper mit bürgerlichem Namen heisst, produzierte Okey Dokey zusammen mit den DJs Cutmando und Sam B, wobei letzterer sein Bruder ist. Die Aufnahmen sowie die Nachbearbeitung des Mixalbums erfolgten im Studio des Berners Benjamin „Beni“ Stoll. Das sogenannte Mastering fand anschliessend im Echochamber-Studio unter Dan Suter statt. Zusammengestellt und gemixt wurde Okey Dokey von DJ Cutmando.
Bei Okey Dokey handelt es sich um den ersten Tonträger, der in der Schweiz als DualDisc veröffentlicht wurde. Bei dieser speziellen Form der Compact Disc ist die Scheibe beidseitig abspielbar, wobei sich auf der einen Seite die CD, und auf der anderen eine Bonus-DVD befindet.

## Titelliste
| #  | Titel                   | Gastbeitrag              | Länge |
| -- | ----------------------- | ------------------------ | ----- |
| 1  | Intro                   |                          | 3:01  |
| 2  | Wow/Okey Dokey          |                          | 1:53  |
| 3  | Hey DJ                  | Lesley Bogaert           | 2:56  |
| 4  | Bligg Blizo             |                          | 2:07  |
| 5  | Kein Grund              | Kool Savas               | 2:36  |
| 6  | Freestyle               |                          | 1:09  |
| 7  | Chumm mit               |                          | 3:18  |
| 8  | Bonx it pon me          | Skarra Mucci & Ganglords | 3:09  |
| 9  | Merci                   | Shai                     | 3:12  |
| 10 | Radio Doppel G (Skit)   |                          | 0:53  |
| 11 | Flipped uus             | Aez213                   | 3:46  |
| 12 | Battle Rap Song         |                          | 2:21  |
| 13 | Krisä (Skit)            |                          | 1:04  |
| 14 | Est-ce que t’es ma Girl | Stress                   | 2:39  |
| 15 | Simpel                  |                          | 2:51  |
| 16 | Gang nöd                |                          | 2:58  |
| 17 | Wieviel Intro           |                          | 0:55  |
| 18 | Wieviel                 |                          | 0:46  |
| 19 | Sunne & Mond            |                          | 2:39  |
| 20 | Live Medley             |                          | 1:31  |
| 21 | On est de Taille        | Karolyn                  | 2:31  |
| 22 | Wundervoll              | Emel                     | 2:16  |
| 23 | Geil                    | Pete Penicka             | 2:27  |
| 24 | 10 Stutz (Skit)         |                          | 1.40  |
| 25 | Wie du                  |                          | 1:28  |
| 26 | Champion Musigg         |                          | 2:36  |
| 27 | A&R Spaltenstein        |                          | 1:23  |

## Texte

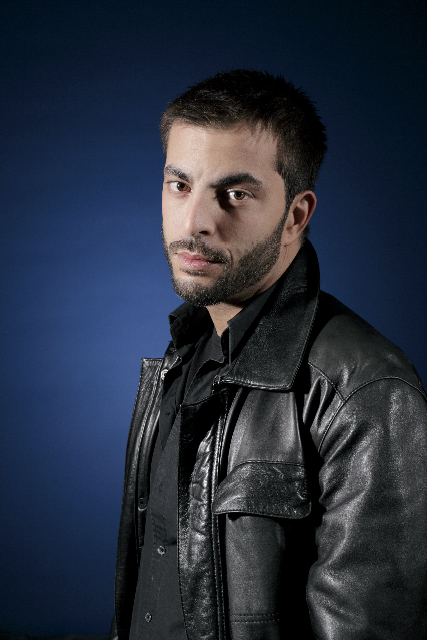
Bligg im Jahr 2008

Das Mixalbum wird mit einem Intro eröffnet. Darin sprechen diverse Musiker und Freunde des Rappers auf Bliggs Anrufbeantworter, wie etwa der Gleiszwei-MC Tibner97ner, Bliggs ehemaliger Duo-Partner Lexx, Emel Aykanat, Kool Savas oder Beni Stoll. Zwischen den Nachrichten, welche diese hinterlassen, rappt er über die Entstehung des Mixtapes und dass er „verdammt stolz sei, und dies nicht nur auf seinen eigenen Erfolg“, da auch andere Schweizer Hip-Hop-Musiker wie Stress oder Sektion Kuchikäschtli mittlerweile Erfolge feiern konnten.
Mehrere Titel des Mixalbums können den Genre des Battle-Raps zugeordnet werden. In diesen Liedern stehen das kritisieren und angreifen einer fiktiven Person und die positive Darstellung des Rappers im Vordergrund. Zu diesen Stücken können beispielsweise Kein Grund, Bligg Blizo, Simpel und Champion Musigg gezählt werden. Kein Grund entstand bereits im Jahr 2004, als der deutsche Rapper Kool Savas für drei Tage nach Zürich kam, um mit Bligg den Song King Size aufzunehmen, der als Single aus dem Album Odyssey ausgekoppelt wurde.
Im Lied Bonx it pon me, das in Zusammenarbeit mit der Reggae-Gruppe The Ganglords entstand, erzählt Bligg humoristisch von der Beziehung mit einer kiffenden Ex-Freundin. Diese macht ihren Drogenkonsum für die gesamte Nachbarschaft sichtbar, pflanzt Hanfpflanzen „plantagenweis auf dem Balkon an“, trägt eine Jeansjacke mit Bob-Marley-Flagge und habe den Rapper schon mit ihrem Hund verwechselt. Ihr geringes Interesse an allem anderen als Marihuana habe ihn schliesslich dazu gebracht, die Beziehung aufzugeben.
Im Song Gang Nöd, der als Single aus dem Album ausgekoppelt wurde, befasst sich der Musiker mit den Themen Selbstmord und Depressionen bei Jugendlichen. Er spricht darin die betroffenen Personen direkt an und versucht sie davon zu überzeugen, dass die Hergabe des eigenen Lebens nicht die beste oder gar einzige Lösung bei schweren Problemen ist. Das Stück war der Beitrag Bliggs zu einer Kampagne des Schweizer Fernsehens zum Thema Suizid-Prävention.

## Stil des Albums
Entsprechend einem Mixalbum sind auf Okey Dokey verhältnismässig kurze Titel zu hören, die meisten dauern nicht viel länger als zwei Minuten. Dazwischen sind sogenannte Skits zu hören, humoristische Sketche die meistens einen Bezug auf das letzte oder nächste Lied haben. Zwischen den einzelnen Titeln gibt es Übergänge, die es erlauben, das Mixalbum an einem Stück unterbruchsfrei durchzuhören. In mehreren Fällen befindet sich der Anfang oder ein Intro des Liedes noch am Ende des letzten Titels. Zu Beginn fast jeden Songs ist zudem eine gescratchte Kleinkinderstimme zu hören, die den Titel des Albums und den Übernamen des Rappers, Bligg Blizo, nennt.

## Illustration
Das Cover des Mixalbums ist weiss. Am rechten Bildrand ist das Logo des Rappers in Form einer Strickpuppe mit eingestickten Fäden als Augen zu sehen. Diese befindet sich teilweise ausserhalb des Bildes. In der Mitte sind der Name des Rappers sowie der Albumtitel zu lesen. Darunter befindet sich in kleiner Schrift die Ergänzung Das exklusive Mixalbum Vol. 1. Das Wort Okey Dokey ist farblich halbiert; Okey ist in Rot und Dokey in Schwarz zu sehen. Auch auf dem Backcover, im Booklet und auf der Scheibe selbst wird darauf hingewiesen, dass es sich bei der Musik-CD um die Okey-Seite und bei der DVD um die Dokey-Seite handelt.

### Bonus-DVD
Die sich auf der Dokey-Seite befindlichen Bonus-DVD beinhaltet zum einen eine Fotogalerie. Ausserdem sind die Musikvideos zu Gang nöd und zu den beiden Liedern King Size und Single zu sehen, wobei die beiden letzteren als Singles aus dem Album Odyssey ausgekoppelt wurden. Zum Clip von Single gibt es zudem ein achtminütiges Making-of-Video.

## Chartverlauf
Okey Dokey konnte am 19. Juni 2005 auf Platz 23 der Schweizer Album-Charts einsteigen und ist damit die bisher am schlechtesten platzierte Veröffentlichung des Rappers. In den folgenden sieben Wochen fiel das Mixalbum auf die Positionen 33; 36; 39; 52; 78; 81 und 89 zurück. In der neunten Woche, am 21. August lag Okey Dokey als letzte Klassifizierung auf Platz 100.

## Produktion
Die Instrumentals auf dem Mixalbum wurden von diversen Produzenten beigesteuert, wobei Sam B, DJ Cutmando und Bligg selbst jedoch die meiste Verantwortung tragen. Sam B produzierte neben dem Intro des Albums die Lieder Wow/Okey Dokey, Bligg Blizo, Chumm mit, Battle Rap Song, Wievil Intro, Wievil, Sunne & Mond, Wundervoll und Wie du. DJ Cutmando zeigt sich für die Instrumentals zu Hey DJ, Kein Grund, Flipped uus, Est-ce que t’es ma Girl und Simpel verantwortlich. Bligg selbst schuf die musikalische Untermalung zu Gang Nöd und Champion Musigg und co-produzierte Wie du. Am selben Titel war auch Reto C. „Fu“ Gaffuri beteiligt der noch heute mit dem Rapper zusammenarbeitet und als Bassist für ihn tätig ist.
Ausserdem produzierte D-Digital den Song Merci während Trouble King und JV für den Beat zu On est de taille verantwortlich waren. Der Musiker und Sänger Pete Penicka produzierte Geil auf dem er auch einen Gastauftritt hatte. Studioleiter Beni Stoll spielte das Instrument E-Bass auf den Tracks Intro und Gang nöd. Für die Gitarre auf dem Lied Simpel war Philippe Forest verantwortlich. Ganglords-Bassist Philipp Schnyder komponierte und produzierte Bonx it pon me. Für die Scratches zeigen sich DJ Cutmando und Sam B verantwortlich.